# Río Nieva
Der Río Nieva ist ein etwa 195 km langer rechter Nebenfluss des Río Marañón im Norden von Peru in der Region Amazonas. Der Río Nieva entwässert die Westflanke der peruanischen Ostkordillere südlich des Río Marañón. Dabei durchfließt er die Provinzen Bongará und Condorcanqui.

## Flusslauf
Der Río Nieva entspringt in der Cordillera Campanquiz, einem Höhenzug der Zentralkordillere, auf einer Höhe von etwa 2100 m. Der Río Nieva strömt in überwiegend nördlicher Richtung durch das Bergland. Dabei trennt er im Mittel- und Unterlauf die Zentralkordillere von der Ostkordillere. 60 km oberhalb der Mündung kreuzt die Nationalstraße 5NC bei Puente Nieva den Fluss. Dieser bildet im Unterlauf Flussschlingen aus. Der Río Nieva mündet schließlich bei der Provinzhauptstadt Santa María de Nieva in den nach Osten strömenden Río Marañón.

## Einzugsgebiet und Hydrologie
Das Einzugsgebiet des Río Nieva erstreckt sich über eine Fläche von etwa 3300 km² (nach anderen Quellen: 2739 km²). Es grenzt im Südosten an das des Río Mayo, einen linken Nebenfluss des Río Huallaga, sowie im Westen an das des Río Chiriaco. Am Oberlauf des Río Nieva befindet sich das Schutzgebiet Zona Reservada Río Nieva. Der mittlere Abfluss des Río Nieva beträgt 323 m³/s.